# Josef Pehr (architekt)
Josef Pehr (26. ledna 1909, Hředle u Rakovníka – ?) byl český interiérový architekt a průmyslový výtvarník. Vystudoval Ústřední školu bytového průmyslu a Pedagogickou akademii. Věnoval se především interiérové tvorbě.

## Účast na výstavách
- 1957 – Výstava bytového zařízení : arch. Josef Pehr, textil Květa Tajovská[2][p 1]
- 19. listopadu 1967 – 5. ledna 1968 – Umění a byt, Galerie Vincence Kramáře, Praha[3]